# If I Were Sorry
«If I Were Sorry» (укр. Якби я перепросив) — пісня шведського співака Франса, з якою він представляв Швецію на 61-му пісенному конкурсі Євробачення, у травні 2016 року в Стокгольмі, Швеція.

## Чарти
| Чарт (2016)                               | Найвища позиція |
| ----------------------------------------- | --------------- |
| Чехія (IFPI)                              | 68              |
| Естонія (Raadio Uuno)                     | 13              |
| Фінляндія (Suomen virallinen lista)       | 100             |
| Словаччина (IFPI)                         | 72              |
| Швеція (Sverigetopplistan)                | 1               |
| Велика Британія (Official Charts Company) | 194             |